# Colombia (Huila)
Pour les articles homonymes, voir Colombia.
Colombia est une municipalité située dans le département de Huila, en Colombie.